# Hazel Green (Wisconsin)
Hazel Green és una població dels Estats Units a l'estat de Wisconsin. Segons el cens del 2000 tenia 1.183 habitants.

## Demografia
Segons el cens del 2000, Hazel Green tenia 1.183 habitants, 472 habitatges, i 328 famílies. La densitat de població era de 362,5 habitants per km².
Dels 472 habitatges en un 31,8% hi vivien nens de menys de 18 anys, en un 55,7% hi vivien parelles casades, en un 10,2% dones solteres, i en un 30,3% no eren unitats familiars. En el 26,7% dels habitatges hi vivien persones soles el 12,1% de les quals corresponia a persones de 65 anys o més que vivien soles. El nombre mitjà de persones vivint en cada habitatge era de 2,48 i el nombre mitjà de persones que vivien en cada família era de 2,98.
Per edats la població es repartia de la següent manera: un 25,8% tenia menys de 18 anys, un 7,7% entre 18 i 24, un 29,1% entre 25 i 44, un 23,4% de 45 a 60 i un 14% 65 anys o més.
L'edat mediana era de 37 anys. Per cada 100 dones de 18 o més anys hi havia 90 homes.
La renda mediana per habitatge era de 39.643 $ i la renda mediana per família de 45.905 $. Els homes tenien una renda mediana de 28.828 $ mentre que les dones 19.706 $. La renda per capita de la població era de 18.052 $. Aproximadament el 6,5% de les famílies i el 10,7% de la població estaven per davall del llindar de pobresa.

## Poblacions més properes
El següent diagrama mostra les poblacions més properes.